# Te mai uiți și la om
Te mai uiți și la om este un film românesc din 2015 regizat de Ana-Maria Comănescu. Rolurile principale au fost interpretate de actorii Diana Cavallioti, Bogdan Nechifor, Andrei Ciopec.

## Distribuție
Distribuția filmului este alcătuită din:
- Andrei Ciopec — Dublă
- Diana Cavallioti — Mădălina
- Bogdan Nechifor — Radu